# Hanno ucciso Vicki
Hanno ucciso Vicki (Vicki) è un film del 1953 diretto da Harry Horner.
Ispirato al romanzo I Wake Up Screaming di Steve Fisher, la pellicola è un rifacimento del film Situazione pericolosa (1941).

## Trama
Vicki Lynn è una cameriera che ben presto raggiunge la fama e il successo come modella grazie all'agente Steve Christopher. Quando viene trovata morta, il detective Ed Cornell fa di tutto per accusare del delitto proprio il suo agente.
In verità Ed conosce la vera identità dell'assassino; era stato lui stesso infatti a manipolare Harry Williams tanto da convincerlo ad uccidere la ragazza. Fortunatamente Steve ottiene l'appoggio di Jill, la sorella di Vicki grazie alla quale riesce a trovare il vero colpevole ed evitare quindi la sedia elettrica.